# Gobierno de Italia
El Gobierno de la República Italiana (en italiano: Governo della Repubblica Italiana) es el órgano constitucional que encabeza el poder ejecutivo de Italia. Su regulación fundamental se sitúa en el Título III de la Constitución italiana.
Está compuesto por el Presidente del Consejo de Ministros y los Ministros, que forman el Consejo de Ministros. Generalmente forman parte del Gobierno también unos subsecretarios de Estado, algunos de los cuales asumen el rol de viceministros.
Tiene su sede oficial en el Palacio Chigi en Plaza Colonna en Roma. Otras sedes de la representación del Gobierno italiano son Villa Doria Pamphilj, Villa Madama y el Palacio de la Farnesina, todos situados en Roma.
El gabinete actual, entró en vigor el 22 de octubre de 2022 después de haber prestado juramento en el Palacio del Quirinal.

## Presidente del Consejo de Ministros
El presidente del Consejo de Ministros tiene una posición de preeminencia sobre los otros miembros del gobierno. Él tiene el cometido de formar el gobierno una vez recibido el mandato por el jefe de Estado y de elegir los ministros. Si él se dimite, todo el gobierno tendrá que dimitirse también.
En el gobierno, uno o más ministros pueden tener la carga de Vicepresidente del Consejo de Ministros, elegidos por el Consejo de Ministros. Su tarea es de sustituir este último cuando el presidente no esté o tenga un impedimento temporal.

### Ministerios
Los actuales ministerios del Gobierno de Italia son los siguientes:
- Ministerio de Asuntos Exteriores y Cooperación Internacional
- Ministerio del Interior
- Ministerio de Justicia
- Ministerio de Defensa
- Ministerio de Economía y Finanzas
- Ministerio de Desarrollo Económico
- Ministerio de Infraestructuras y Transportes
- Ministerio de Políticas Agrícolas, Alimentarias y Forestales
- Ministerio de Medio Ambiente y Protección del Territorio y del Mar
- Ministerio de Trabajo y Políticas Sociales
- Ministerio de Educación
- Ministerio de Universidad e Investigación
- Ministerio de Patriominio Cultural, Actividades y Turismo
- Ministerio de Salud y Médicina

### El Consejo de Ministros
- determina la política general, interna y económica del gobierno;
- resuelve los conflictos de competencia entre los ministros;
- propone los proyectos de ley para presentar a las Cámaras;
- toma decisiones fundamentales en la política exterior.

## Nombramiento
El presidente del Consejo es nominado por el presidente de la República tras una serie de consultas no oficiales con los presidentes de las Cámaras y los representantes de los grupos parlamentares. Los ministros son indicados por el presidente del Consejo designado, y son nombrados por el presidente de la República.